# Nariz eletrônico
Um nariz eletrônico é um dispositivo destinada a detectar odores e sabores.
Ao longo da última década, tecnologias de  "sensoriamento eletrônico" ou "e-sensoriamento" tem sofrido importantes desenvolvimentos, tanto de um ponto de vista comercial, quanto do aprimoramento técnico. A expressão "sensoriamento eletrônico" refere-se à capacidade de reproduzir usando matriz de sensores ou sistemas de reconhecimento de padrões. Desde 1982, pesquisas tem sido conduzidas para desenvolver tecnologias, amplamente conhecidas como narizes eletrônicos, capazes de detectar e reconhecer odores e sabores. Os estágios do processo de reconhecimento são similares ao olfato humano para identificação, comparação, quantificação e outras aplicações, incluindo armazenamento e recuperação de dados. Entretanto, avaliação hedônica é uma especificidade do nariz humano, uma vez que está relacionada com opiniões subjetivas.